# Joel Goldsmith
Joel Goldsmith (Los Ángeles, California; 19 de noviembre de 1957-Hidden Hills, 29 de abril de 2012) fue un compositor de cine, televisión, videojuegos.
Joel Goldsmith nació el 19 de noviembre de 1957 en Los Ángeles, California, el tercero de cuatro hijos de Sharon (nacido con el apellido de Hennagin), una cantante, y el reconocido compositor Jerry Goldsmith, con quien trabajó en la película Star Trek: First Contact. El hermano de su madre fue el compositor y profesor universitario Michael Hennagin.
Fue el compositor principal de la serie Stargate SG-1, aunque el tema principal fue compuesto por David Arnold, que se encargó de la música de la película Stargate. Para Stargate Atlantis y Stargate Universe compuso toda la banda sonora.
Ha colaborado con Jerry Goldsmith y Neal Acree. Hizo su debut para el mundo de los videojuegos en 2006, cuando compuso la música de Call of Duty 3.
Murió de cáncer el 29 de abril de 2012 a los 54 años de edad, en su casa en Hidden Hills, California.

## Nominaciones a los Emmy
- Outstanding Music Composition for a Series (Dramatic Underscore) - Stargate SG-1 (1998)
- Outstanding Main Title Theme Music - Stargate Atlantis (2005)
- Outstanding Music Composition for a Series (Original Dramatic Score) - Stargate Atlantis (2006)

## Trabajos
- At Any Cost (2000)
- Brotherhood of the Gun
- Call of Duty 3
- Diamonds
- Helena de Troya
- Joshua Tree
- Shootfighter (1993)
- Viper (1994)
- Shiloh (1996)
- Kull el conquistador (1997)
- Blade Squad (1998)
- Laserblast
- Man's Best Friend
- La grieta (1990)
- Moon 44 (1990)
- Ricky I
- Stargate Atlantis
- Stargate SG-1
- Stargate Universe
- Stargate: Continuum
- Stargate: The Ark of Truth
- Star Trek: First Contact
- The Man with Two Brains (1983)
- Los Intocables (serie de 1993)
- Witchblade
- Sailoh